# Labinot-Mal
Labinot-Mal es una localidad albanesa del condado de Elbasan. Se encuentra situada en el centro del país y desde 2015 está constituida como una unidad administrativa del municipio de Elbasan. A finales de 2011, el territorio de la actual unidad administrativa tenía 5291 habitantes.
La unidad administrativa incluye los pueblos de Guri i Zi, Labinot-Mal, Serice, Lamolle, Bene, Lugaxhi, Qafe, Qerret, Shmil y Dritas.
Se ubica unos 5 km al noreste de la capital municipal Elbasan.